# 3 Andromedae
3 Andromedae este o stea din constelația Andromeda.